# 우도면
우도면(牛島面)은 제주특별자치도 제주시 동부에 있는 섬인 우도에 설치된 면이다. 우도는 제주도 동부 성산포에서 북쪽으로 약 3.8km 떨어진 곳에 있는 섬으로, 성산반도와 연결되어 수면상승, 지각변동 등 화산활동의 결과로 이루어진 수중화산섬이다. 제주특별자치도에 부속된 8개의 유인도 중 가장 큰 섬이다.
섬의 동남단에 우도봉(132m)이 솟아 있고, 섬의 대부분이 완만한 경사를 이루고 있다. 17km의 해안선을 중심으로 '우도 8경'이 펼쳐져 관광업과 수산업이 발달되었다. 행정구역은 1개 법정리, 4개 행정리, 12개 자연마을, 20개 반으로 구성된다.

## 역사
- 1698년(조선 숙종 24년) 처음으로 사람이 살기 시작하였다.
- 1980년 구좌면이 읍으로 승격함에 따라 구좌읍 관할 연평출장소에 속하였다.
- 1986년 4월 우도면으로 승격하였다.
- 2006년 8월 25일 총면적 402m2의 면 사무소가 개소하였다.

## 행정 구역
| 지적공부상 법정리 | 조례상 행정리 겸 법정리 | 한자명 | 자연마을                                   | 비고 |
| ----------------- | ----------------------- | ------ | ------------------------------------------ | ---- |
| 연평리 (演坪里)   | 서광리                  | 西光里 | 상우목동, 하우목동, 중앙동                 |      |
| 연평리 (演坪里)   | 오봉리                  | 五逢里 | 주흥동, 전흘동, 삼양동, 상고수동, 하고수동 |      |
| 연평리 (演坪里)   | 조일리                  | 助日里 | 비양동, 영일동                             |      |
| 연평리 (演坪里)   | 천진리                  | 天津里 | 동천진동, 서천진동                         |      |

지적공부상 법정리는 연평리로 하나지만 제주도 조례상으로는 4개리가 행정리 겸 법정리이며, 법정리 코드는 연평리와 서광리, 오봉리, 조일리, 천진리 모두 부여되어 있다.

## 교육
유치원
- 우도초등학교병설유치원

초등학교
- 우도초등학교

중학교
- 우도중학교

고등학교

## 교통
성산포를 종점으로 매일 10분 간격으로 정기선이 운항되고 있다.